# Скайрънинг
Скайрънинг (на английски: Skyrunning) е вид планинско бягане, което се провежда на височина над 2000 метра, наклонът надминава 30% и трудността на изкачване не надвишава 2-ра степен. Спортът е създаден през 1992 година от италианеца Марино Глакомети и негови сподвижници, които поставят началото на първите състезания през 90-те години на 20 век на Монблан и Монте Роса. Спортът бързо набира популярност и към 2016 година се провеждат над 200 състезания в 65 страни с над 30 000 участници.
Скайрънинг включва различен тип състезания, като най-популярни са кратките вертикални километри, както и дългите скайрънинг маратони. Световната федерация по скайрънинг е създадена през 2008 година.
В България скайрън състезания се провеждат в Пирин и Рила.